# Natalie Maag
Natalie Maag (Wetzikon, 19 de noviembre de 1997) es una deportista suiza que compite en luge. Ganó una medalla de plata en el Campeonato Mundial de Luge de 2024, en la prueba individual (velocidad).

## Palmarés internacional
| Campeonato Mundial | Campeonato Mundial   | Campeonato Mundial | Campeonato Mundial     |
| Año                | Lugar                | Medalla            | Prueba                 |
| ------------------ | -------------------- | ------------------ | ---------------------- |
| 2024               | Altenberg (Alemania) | Medalla de plata   | Individual (velocidad) |